# Aukusti
Aukusti est un prénom masculin finnois variant de Auguste. Ce prénom peut désigner :

## Prénom
- Aukusti Eronen (en) (1875-1935), homme politique finlandais
- Aukusti Hiltula (en) (1854-1928), homme politique finlandais
- Aukusti Mäenpää (en) (1891-1933), homme politique finlandais
- Aukusti Pasanen (en) (1902-1986), homme politique finlandais
- Aukusti Sihvola (1895-1947), lutteur finlandais